# Kielich mszalny z kościoła Notre-Dame w Plévin
Kielich mszalny z kościoła Notre-Dame w Plévin (Calice, patène église Notre-Dame de Plévin) – kielich wraz z pateną wykonany w XIX wieku przez nieznanego autora. Od 1982 roku posiada status zabytku, w kategorii Patrimoine mobilier (PM22001687).

## Lokalizacja
Kielich mszalny wraz z pateną znajduje się w kościele Notre-Dame w Plévin, w departamencie Côtes-d’Armor, w regionie Bretania.

## Opis
Kielich i patena wykonane są ze złota i złoconego srebra. Obramowany jest fryzem z liści. Fałszywa czasza z dekoracją roślinną.
Umieszczona jest inskrypcja: Donné par S.M. l’Empereur Napoléon III à la paroisse de Plévin.
Wymiary: wysokość – 27 cm; średnica stopy kielicha – 13,5 cm; średnica czaszy – 8 cm, średnica pateny – 14 cm.